# كورت تانك
كورت تانك (بالألمانية: Kurt Tank)‏ (و. 1898 – 1983 م) هو مهندس فضاء جوي، ومهندس، وعالم، وأستاذ جامعي، وطيار اختبار ألماني، ولد في بيدغوشتش، كان عضوًا في الحزب النازي، توفي في ميونخ، عن عمر يناهز 85 عاماً.

## التعليم
تعلم في جامعة برلين للتكنولوجيا.

## جوائز
حصل على جوائز منها:
- أستاذ فخري  [لغات أخرى]‏.

## روابط خارجية
- كورت تانك على موقع الموسوعة البريطانية (الإنجليزية)
- كورت تانك على موقع مونزينجر (الألمانية)